# Suma contra Gentios
Suma contra gentios (também conhecido como Liber de veritate catholicae fidei contra errores infidelium, "Livro sobre a verdade da fé católica contra os erros dos incrédulos") é um dos tratados mais conhecidos de São Tomás de Aquino, escrito em quatro livros entre 1259 e 1265.
Provavelmente foi escrito para ajudar os missionários a explicar a religião cristã e a defendê-la contra pontos de doutrina dissidentes no Islã e no Judaísmo. Para esse fim, Tomás de Aquino podia contar com um corpo substancial de doutrina compartilhada, especialmente princípios do monoteísmo. No caso do judaísmo, a aceitação compartilhada do Antigo Testamento como escritura e, no caso do islamismo, a tradição compartilhada de filosofia aristotélica.
Enquanto a Summa Theologiæ foi escrita para explicar a fé cristã aos estudantes de teologia, a Summa contra Gentiles é mais apologética em tom, pois foi escrita para explicar e defender a doutrina cristã contra os incrédulos, com argumentos adaptados às condições pretendidas de seu uso. Cada artigo refuta uma certa crença ou proposição herética. Em vez de uma mera elucidação do comprimento e da largura da doutrina cristã, Tomás de Aquino explica artigos centrais específicos da crença cristã.

## Título
O título convencional Summa contra Gentiles, encontrado em alguns dos primeiros manuscritos, às vezes é dado na variante Summa contra Gentes. O título é retirado do capítulo I.2, onde Tomás declara sua intenção como autor da obra: 
 Eu me propus a tarefa de divulgar, na medida em que meus poderes limitados permitirem, a verdade que a fé católica professa e de deixar de lado os erros que se lhe opõem. Para usar as palavras de Hilário: 'Estou ciente de que devo isso a Deus como o principal dever da minha vida, para que todas as minhas palavras e sentidos possam falar Dele' (De Trinitate I, 37).
 Um título mais longo também é dado como Tractatus de fide catholica, contra gentios (ou: contra errores infidelium), que significa "Tratado sobre a fé universal, contra os pagãos" (ou contra os erros dos incrédulos). Isso geralmente é reduzido para De fide Catolica.

## Data e composição
O trabalho foi escrito durante um período de vários anos, entre 1259 e 1265.
Na primavera de 1256, Tomás foi nomeado mestre regente de teologia em Paris. Um de seus primeiros trabalhos ao assumir esse cargo foi o Contra impugnantes Dei cultum et religionem, defendendo as ordens mendicantes, atacadas por Guilherme de Saint-Amour. Durante seu mandato de 1256 a 1259, Tomás escreveu numerosas obras e estava trabalhando em Summa contra Gentiles quando deixou Paris. A partir do autógrafo de Tomás de Aquino, Torrell (1996) identificou os primeiros 53 capítulos do Livro I como tendo sido escritos em Paris com base nos estudos do pergaminho e da tinta usada.
De acordo com uma tradição que pode ser rastreada logo após a morte de Tomás, a Summa contra Gentiles foi escrita em resposta a um pedido, feito em 1259, de um livro que ajudaria os missionários dominicanos na Espanha a converter ali muçulmanos e judeus. O pedido foi feito por Raimundo de Penaforte, frade dominicano e conselheiro de Jaime I de Aragão. Raimundo era ativo na defesa cristã contra os mouros (muçulmanos) e judeus no reino de Aragão desde a década de 1240. Para esse fim, Raimundo instituiu o ensino do árabe e do hebraico em várias casas dos frades e também fundou os priores em Múrcia (então ainda sob o domínio muçulmano) e em Tunes. Além disso, ele foi ajudar a estabelecer a Igreja na ilha recém-conquistada de Maiorca. O pedido de Raimundo a Tomás de Aquino foi transmitido pelo colega dominicano Ramón Martí, um dos oito frades designados para estudar as línguas orientais com o objetivo de levar uma missão a judeus e mouros. A historicidade desse relato tem sido questionada nos estudos modernos. Os argumentos apresentados incluem a falta de uma dedicação explícita a Raimundo, a evidência de que partes substanciais do livro 1 estavam completas em meados de 1259 (sugerindo que Tomás começou a trabalhar no livro já em 1257) e a sugestão de que o trabalho não faz nenhum esforço para abordar os princípios do Islã especificamente.
Mais tarde, em 1259, Tomás deixou Paris e retornou a Nápoles, onde foi designado pregador geral pelo capítulo provincial de 29 de setembro de 1260. Em setembro de 1261, foi chamado a Orvieto como reitor conventual responsável pela formação pastoral dos frades incapazes de frequentar um Studium Generale. Foi em Orvieto que Tomás completou a Summa contra Gentiles, seguida pela Catena aurea e por pequenas obras produzidas para o Papa Urbano IV, como a liturgia para a recém-criada festa de Corpus Christi e Contra errores graecorum.
Partes do texto sobreviveram no autógrafo de Thomás de Aquino, mantido na Biblioteca do Vaticano como Lat. 9850. O manuscrito inclui fragmentos dos livros um e dois e grandes porções do livro três.

## Conteúdo
A Summa contra Gentiles consiste em quatro livros. A estrutura do trabalho de Tomás é projetada para prosseguir a partir de argumentos filosóficos gerais para o monoteísmo, aos quais muçulmanos e judeus provavelmente consentem mesmo dentro de suas próprias tradições religiosas, antes de avançar para a discussão da doutrina especificamente cristã.
- O livro I começa com perguntas gerais da verdade e da razão natural, e do capítulo 10 investiga o conceito de Deus monoteísta, os capítulos 10 a 13 relacionados à existência de Deus, seguidos por uma investigação detalhada das propriedades de Deus (capítulos 14 a 102).
- O livro II é dedicado à criação (a saber, o universo físico, tudo o que existe).
- O livro III discute a providência e a condição humana, ou seja, os atos do bem e do mal, o destino e o intelecto humanos e a relação dos seres criados com o criador.
- O livro IV é dedicado a discutir pontos da doutrina cristã que separam o cristianismo das outras religiões monoteístas, isto é, as doutrinas da Trindade, da Encarnação, dos Sacramentos e da Ressurreição.

Os livros I-III cobrem verdades que naturalmente são acessíveis ao intelecto humano, enquanto o livro IV cobre verdades reveladas para as quais a razão natural é inadequada.

## Edições e traduções
Giuseppe Ciante (m. 1670)  um dos principais especialistas em hebraico de seus dias e professor de teologia e filosofia no Colégio de Santo Tomás em Roma, foi nomeado em 1640 pelo papa Urbano VIII para a missão de pregar aos judeus de Roma (Predicatore degli Ebrei), a fim de promover sua conversão. Em meados da década de 1650, o Ciantes escreveu uma "monumental edição bilíngue das três primeiras partes da Summa contra Gentiles de Tomás de Aquino, que inclui o texto original em latim e uma tradução hebraica preparada por Ciantes, assistida por convertidos judeus, a Summa divi Thomae Aquinatis ordinis Praedicatorum Contra Gentiles quam Hebraicè eloquitur… . Até o presente, essa continua sendo a única tradução significativa de uma grande obra escolástica em latim no hebraico moderno".
A primeira edição moderna da obra é a de Ucceli (1878) reeditada em 1918, como parte do Editio Leonina. Os apêndices dos três primeiros livros, baseados no autógrafo, foram editados como vols. 13 (1918, 3-61) e 14 (1926, 3-49) da edição leonina. O texto leonino foi reeditado, com correções, por P. Marc, C. Pera e P. Carmello e publicado com Marietti, Torino-Roma, em 1961.
Traduções modernas foram publicadas em: inglês (1924, 1957), alemão (1937, 2001), espanhol (1968) e francês (1993, 1999).